# Canistota (Dakota del Sur)
Canistota es una ciudad ubicada en el condado de McCook en el estado estadounidense de Dakota del Sur. En el Censo de 2010 tenía una población de 656 habitantes y una densidad poblacional de 451,48 personas por km².

## Geografía
Canistota se encuentra ubicada en las coordenadas 43°35′52″N 97°17′33″O / 43.59778, -97.29250. Según la Oficina del Censo de los Estados Unidos, Canistota tiene una superficie total de 1.45 km², de la cual 1.45 km² corresponden a tierra firme y (0%) 0 km² es agua.

## Demografía
Según el censo de 2010, había 656 personas residiendo en Canistota. La densidad de población era de 451,48 hab./km². De los 656 habitantes, Canistota estaba compuesto por el 94.97% blancos, el 0% eran afroamericanos, el 1.98% eran amerindios, el 0.46% eran asiáticos, el 0.15% eran isleños del Pacífico, el 0.91% eran de otras razas y el 1.52% pertenecían a dos o más razas. Del total de la población el 2.29% eran hispanos o latinos de cualquier raza.